# Skagen station
Skagen station är järnvägsstationen i staden Skagen på Jylland i Danmark. 
En ändstation för den då invigda smalspåriga Skagensbanen byggdes 1890 i Österbyn i Skagen. Den nuvarande stationsbyggnaden är från 1914 och ritades av Ulrik Plesner.
Den tidigare förstaklassväntsalen ombyggdes 2007 till bostadslägenheter.